# Combined Community Codec Pack
Combined Community Codec Pack（コンバインドコミュニティーコーデックパック、CCCP）はマイクロソフトウインドウズで使用されるコーデック（ビデオ圧縮フィルタ）パック。

## 概要
様々なアニメグループのメンバーで結成された#CCCPによって開発されたコーデックパック。ロゴマークはロシア語のСССР（ソビエト連邦）とのパロディから、同国の国旗風になっている。
提供終了したMatroska Playback Packに代わり、2008年1月現在CCCPが公式のMatroska再生用コーデックパックである。

## セット内容
- ffdshow
- FLV Splitter
- CoreWavPack
- MPEG-2デコーダ
- VSFilter
- Haali Media Splitter
- Media Player Classic
- Zoom Player

## 対応フォーマット
- コンテナ形式: AVI, Ogg, Ogg Media, Matroska, MP4, MPEG-2システム

- ビデオコーデック: MPEG-2, MPEG-4 (DivX, XviD), H.264, Windows Media Video, Theora

- オーディオコーデック: MP1, MP2, MP3, AC3, DTS, AAC, Vorbis, LPCM, FLAC, TTA, WavPack